# カエルアンコウ科
カエルアンコウ科（カエルアンコウか、学名：Antennariidae）は、アンコウ目の下位分類群の一つ。地中海を除く世界中の熱帯および亜熱帯域に分布する。体は小型で太短く、擬態のために棘や突起を持つ種もいる。擬態によって捕食者にも獲物にも気づかれにくくなる。多くの種は体色を変えられる。藻類やヒドロ虫など、他の生物で体を覆う場合もある。この擬態を利用し、ほとんど動かずに獲物をおびき寄せ、0.006秒で捕食する。
化石種として Antennarius monodi がアルジェリアの中新世の地層から、Eophryne barbuttii がイタリアの始新世の地層から知られている。

## 分布・生息
大西洋と太平洋の熱帯・亜熱帯域、インド洋、紅海に分布する。分布域の水温は通常20℃以上であるが、アゾレス諸島、マデイラ諸島、カナリア諸島、アメリカ大陸沿岸、オーストラリア南岸、ニュージーランド北端、日本沿岸、南アフリカのダーバン周辺、メキシコのバハ・カリフォルニアでは水温は20℃を下回る。インドー太平洋、特にインドネシア近海に多くの種が分布し、スラウェシ島の北東にある小さなレンベ海峡で、ダイバーによって9種が新たに発見された。
サンゴ礁や岩礁の周りの海底に生息する。生息水深は通常100m以浅である。ピエロカエルアンコウは、しばしば淡水域・汽水域でも見られる。表層のホンダワラで生活するハナオコゼは、海藻とともに流され、まれに深い海やノルウェー付近で見られる場合がある。

## 形態
体はやや側扁した球体である。体高は高く、体長は2.5-38cm。皮膚は厚く柔軟で、体表に鱗はなく、突起や棘で覆われている種もいる。18～23個の椎骨があり、口は上向きで口蓋骨に歯がある。体色は白、黄、赤、緑、黒など鮮やかな種が多く、種内変異が大きい。斑点が入る種もいる。頭部にある背鰭第1棘は誘引突起（イリシウム）となっており、先端に擬餌状体（エスカ）がある。種類によって色や模様、形が異なるため、種同定に使われる。擬餌状体は魚、エビ、多毛類に似ているもの、塊状のものなどがあり、まったくない種もいる。実際に擬態対象を捕食する生物を引き付けているかどうかは、胃の内容物を調べても不明である。擬餌状体は失われても数か月で再生する。使用しない時には誘引突起を背鰭第2棘と第3棘の間の溝に収納し、保護している。
胸鰭の後方か下方に小さく丸い鰓孔を持つ。Tathicarpus butleri と Kuiterichthys furcipilis を除き、鰾を用い浮力調節を行う。

## 擬態
本科魚類の擬態は、捕食者から身を隠すためと、餌となる魚を誘引するためである。動物行動学では、これを攻撃的擬態と呼ぶ。石やサンゴに似たものもいれば、海綿動物や尾索動物に似たものもいて、体の黒い斑点はそれらが持つ孔に見立てている。2005年には、ウニに擬態する黒色のカエルアンコウが見つかっている。ハナオコゼは周囲のホンダワラに似た模様をしている。藻類やヒドロ虫で体を覆う種もいる。
本科魚類は鱗がなく無防備なため、擬態することは生存のため重要である。フグのように水を吸い込んで体を膨らませて威嚇する種もいる。水槽内でも自然界でも、擬態が見つかるとクマノミ類や、スズメダイ類、ベラなどに襲われ、水槽内では殺された事例が観察されている。
多くの種は体色を変えることができる。通常は黄色や黄褐色など明色だが、緑、黒、暗赤色など暗色になる場合があり、この変化は数日から数週間続く。変化の原因は不明である。

## 生態
普通海底であまり動かずに生活し、獲物が近づいてくるのを待つ。獲物を見つけると、胸鰭と腹鰭を使って海底を歩き、ゆっくりと近づく。移動方法は二種類あり、一つは胸鰭を交互に動かす二足歩行生物のような移動方法であり、もう一つは胸鰭を前進させながら体重を腹鰭に移動させ、胸鰭を同時に前後に動かす襲歩のような移動方法である。どちらの移動方法も長くは行わない。
外洋では尾鰭を動かして泳ぐ。また、若い個体はよく水を吸い込んで胸鰭後方の鰓穴から勢いよく噴出させ、推進力を得る。ハナオコゼは、鰭を使い海藻を掴むことができる。

## 捕食
甲殻類や他の魚類を捕食し、共食いも行う。最初に獲物を見つけるとそれを目で追い、体長の七倍程の位置に近づくと、擬餌状体が模倣している生物の動きを真似るように誘引突起を動かし始める。獲物が近づくと、捕食の準備のためにゆっくりと動く。獲物に近づいたり追いかけたりすることもあれば、口の角度を調整することもある。顎を突然開くことで捕食が行われ、口腔の容積を最大12倍に拡大し、獲物を水とともに口の中に引き込む。スローモーション撮影で分かったことだが、捕食は0.006秒という他の生物には見えない速さで行われ、これは真骨類最速である。獲物を飲み込み、食道を筋肉で閉じて逃げないようにしながら、水は鰓穴を通して流す。口を広げるだけでなく、胃も広げることで自身の2倍の大きさの獲物でも捕食する。

## 繁殖
単独行動のため、繁殖行動はまだ十分に研究されていない。水槽内での観察例は珍しく、野生での観察例はさらに少ない。多くの種は雌が水中で卵を産み、雄が後ろから放精する。産卵の8時間前から数日前にかけて、卵が水を吸収するため、雌の腹部は膨らむ。産卵が月の満ち欠けなどの外的要因によって引き起こされるのか、あるいは雄が雌の放つ臭いや信号などに引き寄せられるのかは不明である。これまでの観察から、つがいの片方はもう片方より明らかに大きく、最大でその差は10倍であった。性別が確認できる場合、大きい方は常に雌であった。繁殖の前に雄は雌の横や後ろを泳ぎ、口で雌を突いた後、総排出腔の近くにとどまる。産卵の直前、雌は海底から海面に向かって泳ぎ始め、水面付近で卵と精子を放出し、海底に戻る。雄が雌から卵を口で引き出すこともある。交尾が終わると、つがいはすぐに立ち去るが、雌が雄を捕食することもある。
カエルアンコウ亜科は海中に卵塊を放出し、Histiophryninae亜科は卵を保護する。
Lophiocharon 属、Phyllophryne 属、Rhycherus 属は、海藻や岩などの表面に卵を産む。一部の種は卵を守り、普通は雄の役割である。抱卵を行う種もおり、Lophiocharon trisignatus は雄の体に卵が付着しており、Histiophryne 属は胸鰭に産卵する。
卵の直径は0.5-1mmで、ゼラチン状の塊や長いリボン状になっている。これらの卵塊には最大で180,000個の卵が含まれ、表層を漂う。2-5日後に孵化し、孵化したばかりの幼魚の体長は0.8-1.6mmである。最初の数日間は、消化器官が発達する間、卵黄嚢の栄養を使い生活する。稚魚は長いヒレを持ち、触手のある小さなクラゲに似ていることもある。生後1-2ヶ月は海中を漂っており、体長15-28mmになると成魚と同じ形になり、海底で生活を始める。幼魚はしばしば毒を持つウミウシやヒラムシに擬態する。

## 化石
化石はほとんど見つかっていないが、始新世中期（4,500万年前）のテチス海の堆積によって形成された北イタリアの地層から発見された3cmの化石は Histionotophorus bassani と命名され、当初カエルアンコウ類として記載されたが、後に Brachionichthys 属の近縁種とされた。2005年、アルジェリアの中新世（300万～2,300万年前）の地層から発見された化石が Antennarius monodi と名付けられた。現存する Fowlerichthys senegalensis に最も近縁であると考えられている。2009年、イタリアで発見された始新世前期のヤプレシアン期の化石が新種 Eophryne barbuttii として記載された。この種は知られている限り本科の最古の種である。

## 分類
本科は分布、繁殖様式によって2亜科に分けられ、15属52種が属する。本科内の系統関係は様々な見解があり、今後変動する可能性は高い。
- カエルアンコウ亜科 Antennariinae
  - Abantennarius Schultz, 1957 カエルアンコウモドキ属から独立した。
    - Abantennarius analis Schultz, 1957 ロケットカエルアンコウ
    - Abantennarius bermudensis (Schultz, 1957)
    - Abantennarius coccineus (Lesson, 1831) ウルマカエルアンコウ
    - Abantennarius dorehensis (Bleeker, 1859) カスリカエルアンコウ
    - Abantennarius drombus (Jordan & Evermann, 1903)
    - Abantennarius duescus (Snyder, 1904)
    - Abantennarius nummifer (Cuvier, 1817) ベニカエルアンコウ
    - Abantennarius rosaceus (Smith & Radcliffe, 1912) エナガカエルアンコウ
    - Abantennarius sanguineus (Gill, 1863)

  - Antennarius Daudin, 1816 カエルアンコウ属
    - Antennarius biocellatus (Cuvier, 1817) ピエロカエルアンコウ
    - Antennarius commerson (Lacepède, 1798) オオモンカエルアンコウ
    - Antennarius hispidus (Bloch & Schneider, 1801) ボンボリカエルアンコウ
    - Antennarius indicus Schultz, 1964
    - Antennarius maculatus (Desjardins, 1840) クマドリカエルアンコウ
    - Antennarius multiocellatus (Valenciennes, 1837)
    - Antennarius pardalis (Valenciennes, 1837)
    - Antennarius pauciradiatus Schultz, 1957
    - Antennarius pictus (Shaw, 1794) イロカエルアンコウ
    - Antennarius randalli Allen, 1970 ヒメヒラタカエルアンコウ
    - Antennarius scaber (Cuvier, 1817)
    - Antennarius striatus (Shaw, 1794) カエルアンコウ

  - Antennatus Schultz, 1957 カエルアンコウモドキ属
    - Antennatus flagellatus Ohnishi, Iwata & Hiramatsu, 1997 ムチカエルアンコウ
    - Antennatus linearis Randall & Holcom, 2001
    - Antennatus strigatus (Gill, 1863)
    - Antennatus tuberosus (Cuvier, 1817) カエルアンコウモドキ

  - Fowlerichthys Barbour, 1941 ソウシカエルアンコウ属
    - Fowlerichthys avalonis (Jordan & Starks, 1907)
    - Fowlerichthys ocellatus (Bloch & Schneider, 1801)
    - Fowlerichthys radiosus (Garman, 1896)
    - Fowlerichthys scriptissimus (Jordan, 1902) ソウシカエルアンコウ
    - Fowlerichthys senegalensis (Cadenat, 1959)

  - Histrio Fischer, 1813 ハナオコゼ属
    - Histrio histrio (Linnaeus, 1758) ハナオコゼ

  - Nudiantennarius Schultz, 1957
    - Nudiantennarius subteres (Smith & Radcliffe, 1912)
- Histiophryninae 亜科 Histiophrynidae 科として独立させる見解もある[13]。
  - Allenichthys Pietsch, 1984
    - Allenichthys glauerti (Whitley, 1944)

  - Echinophryne McCulloch & Waite, 1918
    - Echinophryne crassispina McCulloch & Waite, 1918
    - Echinophryne mitchellii (Morton, 1897)
    - Echinophryne reynoldsi Pietsch & Kuiter, 1984

  - Histiophryne Gill, 1863
    - Histiophryne bougainvilli (Valenciennes, 1837)
    - Histiophryne cryptacanthus (Weber, 1913)
    - Histiophryne maggiewalker Arnold & Pietsch, 2011
    - Histiophryne narungga Arnold & Pietsch, 2018
    - Histiophryne pogonia Arnold, 2012
    - Histiophryne psychedelica Pietsch, Arnold & Hall, 2009

  - Kuiterichthys Pietsch, 1984
    - Kuiterichthys furcipilis (Cuvier, 1817)
    - Kuiterichthys pietschi Arnold, 2013

  - Lophiocharon Whitley, 1933
    - Lophiocharon hutchinsi Pietsch, 2004
    - Lophiocharon lithinostomus (Jordan & Richardson, 1908)
    - Lophiocharon trisignatus (Richardson, 1844)

  - Phyllophryne Pietsch, 1984
    - Phyllophryne scortea (McCulloch & Waite, 1918)

  - Porophryne Arnold, Harcourt & Pietsch, 2014
    - Porophryne erythrodactylus Arnold, Harcourt & Pietsch, 2014

  - Rhycherus Ogilby, 1907 Rhycheridae 科として独立させる見解もある[14]。
    - Rhycherus filamentosus (Castelnau, 1872)
    - Rhycherus gloveri Pietsch, 1984

  - Tathicarpus Ogilby, 1907 Tathicarpidae 科として独立させる見解もある[14]。
    - Tathicarpus butleri Ogilby, 1907